# 단단단속도충동터빈
단단단속도충동터빈은 스웨덴의 드 라발(De Laval)이 1883년에 만든 터빈으로서, 주요부는 노즐과 날개수레로 되어 있다. 고압증기를 노즐을 통하여 감압시키면서 팽창시켜, 고속증기류(흐름)로써 날개에 충동시킨다. 증기압은 노즐에서부터 분출된 뒤 일정하며, 1렬의 날개에 1회 충격한 것만으로 단숨에 토출압(吐出壓)까지 떨어지고 있다. 이것이 단단단속도(單段單速度)라고 불리는 이유이다. 노즐은 도중에서 미세(微細)해지고 넓어지는 이른바 드라발관(管)으로서, 지금의 경우 출구의 증기속도는 매초 1000m라는 놀랄 만한 고속이 된다. 그리고 날개수레에 주어지는 일이 가장 효과적일 때의 회전수는 매분 2만 회 정도가 되므로 실용회전수로 하기 위해서는 감속톱니바퀴(減速齒車)를 사용하여야 한다. 한편 날개수레가 고속회전하니까 회전의 균형이 중요하며 날개를 견고하게 달 필요가 있다.

## 같이 보기
- 터빈